# Teneliximab
Teneliximab là một kháng thể đơn dòng chimeric  liên kết với protein kích thích miễn dịch CD40. Tính đến  năm 2009, nó đã không được đưa vào thử nghiệm lâm sàng.